# 西漢丞相、相國、大司徒列表
《漢書·卷十九上·百官公卿表第七上》載，“相國、丞相，皆秦官，金印紫綬，掌丞天子助理萬機。秦有左右，高祖即位，置一丞相，十一年更名相國，綠綬。孝惠、高置左右丞相，文帝一年復置一丞相。有兩長史，秩千石。哀帝元壽二年更名大司徒。武帝元狩五年初置司直，秩比二千石，掌佐丞相舉不法。”玆据該表立此列表。在位年數不足一年者，按一年計算。
本表亦列出更始帝、劉望、劉嬰和劉盆子時期的丞相和大司徒。

## 丞相
《史记·卷五十三·蕭相國世家第二十三》载，“沛公為漢王，以何為丞相。”汉王二年（前205年）派曹参以假左丞相的名义镇守关中。杜佑《通典·卷第二十一·職官三》載，“漢高帝即位，一丞相，綠綬，（高帝二年，拜曹參為假左丞相，即漢初丞相當有左右，今言一丞相，或漢書之誤。）以蕭何為之。”
| 序次                        | 諡號     | 姓名 | 在位年數 | 在位時間        | 皇帝   |
| 西漢丞相（前206年—前196年） |          |      |          |                 |        |
| 1                           | 酇文終侯 | 蕭何 | 9年      | 前206年—前196年 | 漢高帝 |

## 相國
《史记·卷五十三·蕭相國世家第二十三》载，“汉十一年（前196年），上已闻淮阴侯诛，使使拜丞相何为相国，益封五千户，令卒五百人一都尉为相国卫。”
《汉书·卷三·高后世家》载，“七年（前181年）春正月丁丑，赵王友幽死于邸。己丑晦，日有蚀之，以梁王吕产为相国，赵王禄为上将军，立营陵侯刘泽为琅邪王。”
| 序次                                         | 諡號     | 姓名 | 在位年數 | 在位時間        | 皇帝          |
| 西漢相國（前196年—前190年，前181年—前180年） |          |      |          |                 |               |
| 1                                            | 酇文終侯 | 蕭何 | 3年      | 前196年—前193年 | 漢高帝 漢惠帝 |
| 2                                            | 平阳懿侯 | 曹參 | 3年      | 前193年—前190年 | 漢惠帝        |
| 3                                            | 梁王     | 吕产 | 1年      | 前181年—前180年 | 高（稱制）    |

## 左、右丞相
高八年九月丙戌（前180年），復為丞相，後九月免。查表知此丞相當為陳平。

### 右丞相（正职）
| 序次                          | 諡號     | 姓名 | 在位年數 | 在位時間        | 皇帝       |
| 西漢右丞相（前190年—前179年） |          |      |          |                 |            |
| 1                             | 安國武侯 | 王陵 | 2年      | 前190年—前187年 | 漢惠帝     |
| 2                             | 曲逆献侯 | 陳平 | 8年      | 前187年—前180年 | 高（稱制） |
| 3                             | 絳武侯   | 周勃 | 1年      | 前180年—前179年 | 漢文帝     |

### 左丞相（副职）
| 序次                          | 諡號     | 姓名   | 在位年數 | 在位時間        | 皇帝       |
| 西漢左丞相（前190年—前179年） |          |        |          |                 |            |
| 1                             | 曲逆献侯 | 陳平   | 2年      | 前190年—前187年 | 漢惠帝     |
| 2                             | 辟陽幽侯 | 審食其 | 6年      | 前187年—前181年 | 高（稱制） |
| 3                             | 曲逆献侯 | 陳平   | 1年      | 前180年—前179年 | 漢文帝     |

## 丞相
《漢書·卷六十六·公孫劉田王楊蔡陳鄭傳第三十六》載，「征和二年春（前91年），制詔御史：『……其以涿郡太守為左丞相，分丞相長史為兩府，以待天下遠方之選。夫親親任賢，周唐之道也。以澎戶二千二百封左丞相為澎侯。』」故為此左、右丞相時期之左丞相，右丞相空缺，直到前90年被杀而罷。
| 序次                      | 諡號       | 姓名          | 在位年數 | 在位時間        | 皇帝          |
| 西漢丞相（前179年—前1年） |            |               |          |                 |               |
| 1                         | 曲逆献侯   | 陳平          | 1年      | 前179年—前178年 | 漢文帝        |
| 2                         | 絳武侯     | 周勃          | 1年      | 前178年—前177年 | 漢文帝        |
| 3                         | 颍阴懿侯   | 灌嬰          | 1年      | 前177年—前176年 | 漢文帝        |
| 4                         | 北平文侯   | 張蒼          | 14年     | 前176年—前162年 | 漢文帝        |
| 5                         | 故安節侯   | 申屠嘉        | 7年      | 前162年—前155年 | 漢文帝 漢景帝 |
| 6                         | 開封夷侯   | 陶青          | 5年      | 前155年—前150年 | 漢景帝        |
| 7                         | 條侯       | 周亞夫        | 3年      | 前150年—前147年 | 漢景帝        |
| 8                         | 桃哀侯     | 劉舍          | 4年      | 前147年—前143年 | 漢景帝        |
| 9                         | 建陵哀侯   | 衞綰          | 3年      | 前143年—前140年 | 漢景帝 漢武帝 |
| 10                        | 魏其侯     | 竇嬰          | 1年      | 前140年—前139年 | 漢武帝        |
| 11                        | 柏至侯     | 許昌          | 4年      | 前139年—前135年 | 漢武帝        |
| 12                        | 武安侯     |               | 4年      | 前135年—前131年 | 漢武帝        |
| 13                        | 平棘侯     | 薛澤          | 7年      | 前131年—前124年 | 漢武帝        |
| 14                        | 平津獻侯   | 公孫弘        | 3年      | 前124年—前121年 | 漢武帝        |
| 15                        | 樂安侯     | 李蔡          | 3年      | 前121年—前118年 | 漢武帝        |
| 16                        | 武强侯     | 莊青翟        | 3年      | 前118年—前115年 | 漢武帝        |
| 17                        | 高陵侯     | 趙周          | 3年      | 前115年—前112年 | 漢武帝        |
| 18                        | 牧丘恬侯   | 石慶          | 9年      | 前112年—前103年 | 漢武帝        |
| 19                        | 葛繹侯     | 公孫賀        | 11年     | 前103年—前92年  | 漢武帝        |
| 20                        | 澎侯       |               | 2年      | 前92年—前90年   | 漢武帝        |
| 21                        | 富民定侯   | 田千秋/車千秋 | 12年     | 前89年—前77年   | 漢武帝 漢昭帝 |
| 22                        | 冝春敬侯   | 王訢          | 1年      | 前77年—前76年   | 漢昭帝        |
| 23                        | 安平敬侯   | 楊敞          | 1年      | 前75年—前74年   | 漢昭帝        |
| 24                        | 陽平節侯   | 蔡義          | 3年      | 前74年—前71年   | 漢昭帝 漢宣帝 |
| 25                        | 扶陽節侯   | 韋賢          | 4年      | 前71年—前67年   | 漢宣帝        |
| 26                        | 高平憲侯   | 魏相          | 8年      | 前67年—前59年   | 漢宣帝        |
| 27                        | 博陽定侯   | 丙吉          | 4年      | 前59年—前55年   | 漢宣帝        |
| 28                        | 建成定侯   | 黃霸          | 4年      | 前55年—前51年   | 漢宣帝        |
| 29                        | 西平安侯   | 定國          | 8年      | 前51年—前43年   | 漢宣帝 漢元帝 |
| 30                        | 扶陽共侯   | 韋玄成        | 6年      | 前42年—前36年   | 漢元帝        |
| 31                        | 樂安侯     | 匡衡          | 6年      | 前36年—前30年   | 漢元帝 漢成帝 |
| 32                        | 樂昌侯     | 王商          | 4年      | 前29年—前25年   | 漢成帝        |
| 33                        | 安昌節侯   | 張禹          | 5年      | 前25年—前20年   | 漢成帝        |
| 34                        | 高陽侯     | 薛宣          | 5年      | 前20年—前15年   | 漢成帝        |
| 35                        | 高陵共侯   | 翟方進        | 8年      | 前15年—前7年    | 漢成帝        |
| 36                        | 博山簡烈侯 | 孔光          | 2年      | 前7年—前5年     | 漢成帝 漢哀帝 |
| 37                        | 楊郷侯     | 朱博          | 1年      | 前5年           | 漢哀帝        |
| 38                        |            | 平當          | 1年      | 前5年—前4年     | 漢哀帝        |
| 39                        | 新甫侯     | 王嘉          | 2年      | 前4年—前2年     | 漢哀帝        |
| 40                        | 博山簡烈侯 | 孔光          | 1年      | 前2年—前1年     | 漢哀帝        |
| 更始1                     |            | 劉賜          | 1年      | 23年—24年       | 更始帝        |
| 更始2                     |            | 李松          | 1年      | 24年—25年       | 更始帝        |
| 劉望1                     |            | 陳茂          | 1年      | 23年—23年       | 劉望          |
| 劉嬰1                     |            | 方望          | 1年      | 24年—25年       | 劉嬰          |
| 劉盆子1                   |            | 徐宣          | 2年      | 25年—27年       | 劉盆子        |

## 大司徒
| 序次                    | 諡號       | 姓名 | 在位年數 | 在位時間  | 皇帝          |
| 西漢大司徒（前1年—9年） |            |      |          |           |               |
| 1                       | 博山简烈侯 | 孔光 | 1年      | 前1年     | 漢哀帝        |
| 2                       | 扶德侯     | 馬宮 | 6年      | 前1年—5年 | 漢哀帝 漢平帝 |
| 3                       | 防郷侯     | 平晏 | 3年      | 6年—9年   | 漢平帝 孺子嬰 |
| 更始1                   |            | 劉縯 | 1年      | 23年—23年 | 更始帝        |
| 更始2                   |            | 劉賜 | 1年      | 23年—23年 | 更始帝        |